# Liste der Abkürzungen in der Informationstechnik
In der folgenden Liste befinden sich alphabetisch sortiert verschiedene Abkürzungen von Begriffen aus der Informationstechnik und IT-Sicherheit.

## Liste

### 0–9
- 0Day: Zero-Day-Exploit
- 2FA: Zwei-Faktor-Authentisierung

### A
- Admin: Administrator
- AES: Advanced Encryption Standard
- Aircrack: Aircrack-ng
- ALG: Application Layer Gateway
- AP: Access Point
- API: Application Programming Interface
- APK: Applikation
- App: Applikation
- APT: Advanced Persistent Threat
- AR: Augmented Reality
- ARP: Address Resolution Protocol
- ASCII: American Standard Code for Information Interchange
- Ass.-Dev.: Assistant Developer

### B
- B2K: Back Orifice 2000
- BASIC: Beginners All Purpose Symbolic Instruction Code
- BBS: Bulletin Board System
- BD: Backdoor
- BGP: Border Gateway Protocol
- BIOS: Basic Input Output System
- Blue: EternalBlue
- BNetzA: Bundesnetzagentur
- BSI: Bundesamt für Sicherheit in der Informationstechnik
- BSSID: Basic Service Set Identifier
- BYOD: Bring Your Own Device

### C
- CA: Certification Authority
- CAPTCHA: Completely Automated Public Turing Test to tell Computers and Humans Apart
- CC: Common Criteria
- CCC: Chaos Computer Club
- CD: Compact Disk
- CDN: Content Delivery Network
- CEH: Certified Ethical Hacker
- CERT: Computer Emergency Response Team
- CGI: Common Gateway Interface
- CIDR: Classless Inter-Domain Routing
- CIO: Chief Information Officer
- CJPT: Certified Junior Penetration Tester
- CLI: Command Line Interface
- CMD: Command Prompt
- CMOS: Complementary Metal-Oxide-Semiconductor
- CMS: Content-Management-System
- CMS: Cryptographic Message Syntax
- CompTIA: Computing Technology Industry Association
- CP: Certificate Policy
- CPU: Central Processing Unit
- CSC: Cyber-Sicherheits-Check
- CSS: Cascading Style Sheets
- CTF: Capture the Flag
- CTO: Chief Technology Officer
- CVE: Common Vulnerabilities and Exposures

### D
- DANE: DNS-Based Authentication of Named Entities
- DAP: Directory Access Protocol
- DB: Datenbank
- DBMS: Datenbank-Management-System
- DBS: Datenbank-System
- DDoS: Distributed Denial of Service
- DDR: Double Data Rate
- DES: Data Encryption Standard
- Dev.: Developer
- DHCP: Dynamic Host Configuration Protocol
- DNS: Domain Name System
- Dos: Denial of Service
- Dox: Doxing
- DP: DisplayPort
- DRAM: Dynamic Random Access Memory
- DSGVO: Datenschutz-Grundverordnung
- DSL: Digital Subscriber Line
- Ducky: Rubber Ducky / Ducky Script
- DVD: Digital Versatile Disc
- DVI: Digital Visual Interface

### E
- EC-Council: International Council of Electronic Commerce Consultants
- ECM: Enterprise-Content-Management
- EIGRP: Enhanced Interior Gateway Routing Protocol
- EXE: Executable

### F
- FPS: Frames per Second
- FTP: File Transfer Protocol

### G
- GB: Gigabyte
- GFS: Global File System
- GIF: Graphics Interchange Format
- GPS: Global Positioning System
- GPT: Generative pre-trained transformer
- GPSS: General Purpose Simulation System
- GPU: Graphic Processing Unit
- GUI: Graphical User Interface

### H
- HDD: Hard Disk Drive
- HDMI: High Definition Multimedia Interface
- HDTV: High Definition Television
- Hex: Hexadezimalsystem
- HTB: Hack The Box
- HTML: Hypertext Markup Language
- HTTP: Hypertext Transfer Protocol
- HTTPS: Hypertext Transfer Protocol over SSL

### I
- I/O: Input und Output
- ICANN: Internet Corporation for Assigned Names and Numbers
- ICMP: Internet Control Message Protocol
- ICS: Industrial Control System
- ID: Identification
- IGMP: Internet Group Management Protocol
- IMAP: Internet Message Access Protocol
- IoCs: Indicators of Compromise
- IoT: Internet of Things
- IP: Internet Protocol
- IPC: Interprozesskommunikation
- IPP: Internet Printing Protocol
- IPS: Intrusion-Prevention-System
- IPSec: Internet Protocol Security
- IPv4: Internetprotokoll Version 4
- IPv6: Internetprotokoll Version 6
- IRT: Incident Response Team
- ISB: Informationssicherheitsbeauftragter
- IS-Management: Informationssicherheitsmanagement
- ISP: Internet Service Provider
- IT: Informationstechnik

### J
- John: John the Ripper
- JS: JavaScript
- JSON: JavaScript Object Notation

### K
- Kali: Kali Linux
- KB: Kilobyte
- KI: Künstliche Intelligenz
- KRITIS: Kritische Infrastruktur

### L
- LACP: Link Aggregation Control Protocol
- LAN: Local Area Network
- Ld.-Dev.: Leading Developer

### M
- MAC-Adresse: Media-Access-Control-Address
- MB: Megabyte
- MD: Message Digest Algorithm
- Mint: Linux Mint
- MIT: Massachusetts Institute of Technology
- MITM: Man-in-the-Middle-Angriff
- MMS: Multimedia Messaging Service
- MMU: Memory Management Unit
- MPLS: Multiprotocol Label Switching
- MR: Mixed Reality
- MS: Microsoft
- MSF: Metasploit Framework
- MTA: Maximal tolerierbare Ausfallzeit

### N
- NAT: Network Address Translation
- NFC: Near Field Communication
- NFS: Network File System
- NIC: Network Interface Card
- Nix: NixOS
- NTFS: New Technology File System

### O
- ODD: Optical Disk Drive
- OOA: Objektorientierte Analyse
- OOD: Objektorientiertes Design
- OOP: Objektorientierte Programmierung
- ORS: Open Relay Server
- OS: Operating System
- OSINT: Open Source Intelligence
- OSI: Open Systems Interconnection
- OSPF: Open Shortest Path First
- OSS: Open Source Software
- OT: Operational Technology, siehe auch Informationstechnik (Gebiete)
- OWASP: Open Web Application Security Project

### P
- P2P: Peer-to-Peer
- PB: Petabyte
- PC: Personal Computer
- PCI: Peripheral Component Interconnect
- PDF: Portable Document Format
- Pentest: Penetrationstest
- PGP: Pretty Good Privacy
- PHP: Hypertext Preprocessor
- PID: Process ID
- PIN: Personal Identification Number
- POC: Proof of Concept
- POP: Post Office Protocol
- PrivEsc: Privilege Escalation
- PSE: Personal Security Environment
- PSK: Pre-Shared Key
- PSU: Power Supply Unit
- PUP: Potentially Unwanted Program

### Q
- QDR: Quadruple Data Rate
- QoS: Quality of Service
- QPI: QickPath Interconnect
- Qt: Quasar Toolkit
- QVGA: Quarter Video Graphics Array

### R
- RACI: Responsible Accountable Consulted Informed
- RAID: Redundant Array of Independent Disk
- RAM: Random Access Memory
- RAT: Remote Administration Tool
- RDBMS: Relational Database Management System
- RDP: Remote Desktop Protocol
- RFID: Radio-Frequency Identification
- Robots: Robots-Exclusion-Standard-Protokoll
- ROM: Read Only Memory
- RPKI: Ressource Public Key Infrastructure
- RSTP: Rapid Spanning Tree Protocol
- RTF: Rich Text Format
- RTL: Register Transfer Level
- RTSP: Real-Time Streaming Protocol

### S
- Sass: Syntactically Awesome Style Sheet
- SATA: Serial AT Attachment
- SCP: Secure Copy
- SCSI: Small Computer System Interface
- SDK: Software Development Kit
- SE: Social Engineering
- SEO: Search Engine Optimization
- SFTP: Secure File Transfer Protocol
- SHA: Secure Hash Algorithm
- Skid: Scriptkiddie
- SMB: Server Message Block
- SMS: Short Message Service
- SMTP: Simple Mail Transfer Protocol
- SNMP: Simple Network Management Protocol
- SQL: Structured Query Language
- SQLi: SQL Injection
- SSD: Solid State Drive
- SSH: Secure Shell
- SSI: Server Side Includes
- SSID: Service Set Identifier
- SSL: Secure Sockets Layer
- SSO: Single-Sign-On
- Steg.: Steganographie

### T
- TB: Terabyte
- TCP: Transmission Control Protocol
- THM: TryHackMe
- TLD: Top-Level-Domain
- TLP: Traffic Light Protocol
- TLS: Transport Layer Security
- TOR: The Onion Router
- TT: Troubleshoting Ticket
- TTL: Time to Live
- TTL: Transistor-Transistor-Logik
- TV: Television

### U
- UBCD: Ultimate Boot CD
- UDP: User Datagram Protocol
- UID: Unique Identifier
- UML: Unified Modeling Language
- UNIX: Uniplexed Information and Computing System
- URI: Uniform Resource Identifier
- URL: Uniform Resource Locator
- USB: Universal Serial Bus

### V
- VGA: Video Graphics Array
- VIM: Vi IMproved
- VLAN: Virtual Local Area Network
- VM: Virtuelle Maschine
- VoIP: Voice-over-IP
- VPN: Virtuelles Privates Netzwerk
- VPS: Virtual Private Server
- VR: Virtual Reality

### W
- WAN: Wide Area Network
- WAP: Wireless Application Protocol
- WCM: Web Content Management
- WEP: Wired Equivalent Privacy
- WFS: Web Feature Service
- Wi-Fi: Wireless Fidelity
- WIN: Windows
- WLAN: Wireless Local Area Network
- WP: WordPress
- WPA: Wi-Fi Protected Access
- WWW: World Wide Web

### X
- XHTML: Extensible Hypertext Markup Language
- XML: Extensible Markup Language
- XR: Extended Reality
- XSS: Cross Site Scripting

### Y
- Y2K: Jahr-2000-Problem (von engl. Year Two Thousand)
- YAGNI: You Ain’t Gonna Need It
- YaST: Yet another Setup Tool

### Z
- ZBR: Zone Bit Recording
- ZFS: Zettabyte File System
- ZOI: Zero One Infinity

## Referenzen
- Glossar der Cyber-Sicherheit, Bundesamt für Sicherheit in der Informationstechnik, online abrufbar.
- Computing Abbreviations, All Acronyms, online abrufbar.
- Hacking: Die Kunst des Exploits, dpunkt.verlag, ISBN 978-3-89864-536-2.